# Repinaldo
Repinaldo es una  variedad cultivar de manzano (Malus domestica). Esta manzana es originaria de Galicia, está cultivada en la colección de árboles frutales y banco de germoplasma de Mabegondo con el Nº 245; ejemplares procedentes de esquejes localizados en Alfoz (Lugo).

## Sinónimos
- "Manzana Repinaldo".[4]

## Características
El manzano de la variedad 'Repinaldo' tiene un vigor elevado. Tamaño grande y porte erguido.
Época de inicio de brotación a partir del 23 de marzo y de floración a partir de 20 abril.
Las hojas tienen una longitud del limbo de tamaño largo, con la máxima anchura del limbo media. Longitud de las estípulas larga y la máxima anchura de las estípulas es media. Denticulación del borde del limbo es ondulado con la forma del ápice del limbo cuspidado y la forma de la base del limbo es obtuso. Con subestípulas ausentes.
Sus flores tienen una longitud de los pétalos media, anchura de los pétalos es media, disposición de los pétalos en contacto entre sí, con una longitud del pedúnculo larga.
La variedad de manzana 'Repinaldo' tiene un fruto de tamaño medio, de forma globoso-cónica, de color amarillo, con chapa lavada, con intensidad pálida. Epidermis de textura suave con pruina en su superficie, y con presencia de cera media. Sensibilidad al "russeting" (pardeamiento áspero superficial que presentan algunas variedades) muy poco sensible. Con lenticelas de tamaño pequeño.
Los sépalos están dispuestos parcialmente replegados, superpuestos en su base; fosa calicina poco profunda de una anchura estrecha. Pedúnculo estrecho y largo, siendo la cavidad peduncular poco profunda y de una anchura estrecha. Con pulpa de color crema-amarilla, firmeza suave y textura harinosa; jugosidad intermedia con sabor de acidez baja, dulce, aromática.
Época de maduración y recolección a partir del 17 de septiembre. 'Repinaldo' es una excelente manzana de mesa, aunque también se utiliza en repostería en relleno de unas filloas, manzanas asadas, en buñuelos, tarta de hojaldre, mermeladas caseras, tarta de manzana.

## Susceptibilidades
- Oidio: ataque medio
- Moteado: ataque medio
- Raíces aéreas: ataque débil
- Momificado: no presenta
- Pulgón lanígero: ataque débil
- Pulgón verde: ataque medio
- Araña roja: no presenta
- Chancro: no presenta[3]